# Euzko Gudarostea
Euzko Gudarostea – nazwa narodowej armii baskijskiej podczas trwania hiszpańskiej wojny domowej. W skład armii wchodzili baskijscy nacjonaliści, socjaliści oraz komuniści dowodzeni przez José Antonio Aguirre  oraz część kadry oficerskiej lojalnej hiszpańskiej republice. 
Armia Baskijska walczyła przeciwko oddziałom generała Francisco Franco w latach 1936–1937. Oddziały baskijskie ostatecznie poddały się wojskom Corpo Truppe Volontarie pod koniec października 1937 roku w prowincji Santoña.

## Gudari
Słowo gudari znaczny z baskijskiego określenie żołnierza. Sformułowania gudari podobnie jak Ikurriña oraz Lehendakari jest używana w koncepcji nacjonalistów baskijskich walczących o niepodległe państwo. 
Obecnie określeniem gudari charakteryzuje się członków baskijskiej organizacji ETA, którzy identyfikują się z walczącymi w czasie wojny domowej członkami Euzko Gudarostea. Zwrotem gudari określa się także baskijskich weteranów wojny domowej popierających Nacjonalistyczną Partię Basków, socjalistów z Hiszpańskiej Socjalistycznej Partii Robotniczej a także komunistów z Komunistycznej Partii Hiszpanii.